# Scleria setulosociliata
Scleria setulosociliata är en halvgräsart som beskrevs av Johann Otto Boeckeler. Scleria setulosociliata ingår i släktet Scleria och familjen halvgräs. Inga underarter finns listade i Catalogue of Life.